# 1978 (numero)
Millenovecentosettantotto (1978) è il numero naturale dopo il 1977 e prima del 1979.

## Proprietà matematiche
- È un numero pari.
- È un numero composto da 8 divisori: 1, 2, 23, 43, 46, 86, 989, 1978. Poiché la somma dei suoi divisori (escluso il numero stesso) è 1190 < 1978, è un numero difettivo.
- È un numero sfenico.
- È un numero palindromo nel sistema posizionale a base 5 (30403).
- È un numero malvagio.
- È un numero intero privo di quadrati.
- È parte delle terne pitagoriche (1320, 1978, 2378), (1978, 22704, 22790), (1978, 42504, 42550), (1978, 978120, 978122).

## Astronomia
- 1978 Patrice è un asteroide della fascia principale del sistema solare.

## Astronautica
- Cosmos 1978 è un satellite artificiale russo.